# Металлист-Самара
«Металлист-Самара» — двигателестроительный завод, расположенный в Самаре.
Был построен в 1941 году на базе эвакуированного Завода № 525 из Артёмовска.
За вклад в оборонную промышленность завод № 525 в 1945 году был награждён Орденом Ленина.
Из-за вторжения России на Украину завод находится под санкциями всех стран Евросоюза, США и Украины.

## Продукция
В годы Великой Отечественной войны производил авиационные пулемёты ДШК. После эвакуации в Куйбышев Тульского оружейного завода, производил пулемёты ШКАС, а затем их модернизированную модель — ШКАСМ.
С 1948 по 1956 г. выпускал авиационную пушку НР-23 (Нудельман-Рихтер), в 1960-х годах зенитную установку ЗУ-23. После был перепрофилирован на производство элементов ракетных и авиационных двигателей, в том числе для ракет-носителей «Энергия», «Протон» и «Зенит». В 1989 году на предприятии работали 11 тысяч человек.
Завод участвовал в разработке двигателей НК-93, НК-38 и НК-14СТ, ремонте двигателя ДО90.
Дочернее предприятие в Тольятти выпускает пресс-формы, штампы и технологическую оснастку, в том числе для аэрокосмической отрасли, а также занимается ремонтом и модернизацией станков.

## Структура и формы собственности
В советское время, как и другие оборонные предприятия, завод был государственной собственностью.
В 1992 году завод был приватизирован и преобразован в акционерное общество (АО), затем в открытое акционерное общество (ОАО). Сменилось несколько генеральных директоров завода и председателей советов директоров АО. Основным владельцем стал Алексей Леушкин. В 2006 году было создано ОАО «Группа Компаний „ТехОборонПром“», в которое вошли подконтрольные Леушкину заводы, в том числе «Металлист-Самара».
Имеет дочернее предприятие в Тольятти: ООО «Металлист-Тольятти».